# 川田瑞穂
川田 瑞穂（かわだ みずほ、明治12年（1879年）5月24日 - 昭和26年（1951年）1月27日）は、高知県出身の漢学者である。字は子果。号は雪山。
漢学研究所（奥繁三郎経営）理事、大東文化学院（大東文化大学）助教授、早稲田大学高等師範部教授、同教育学部教授、無窮會会長事務代行・理事、東洋文化學會評議員・幹事、東洋文化研究所學監・所長代理。
内閣嘱託として、敗戦後初の第88回帝国議会（1945年（昭和20年）9月4日開会）で昭和天皇が述べた開院式勅語の起草に関わった。